# World Fund
World Fund ist eine 2021 von Daria Saharova, Tim Schumacher, Danijel Višević und Craig Douglas gegründete Wagniskapital-Beteiligungsgesellschaft, die Startup-Unternehmen finanziert. Mit 300 Millionen Euro für den World Fund I gehört das Unternehmen zu den größten europäischen Risikokapitalgebern für Unternehmen im Klimaschutz-Bereich.

## Unternehmen
Hauptsitz des World Funds ist Berlin. Weitere Büros befinden sich in München und Köln.
An World Fund I beteiligen sich mehr als 200 Investoren, darunter Pensionsfonds, Finanzinstitute, Family-Offices und Vermögensmillionäre. Zu den Geldgebern gehören unter anderem der Europäische Investitionsfonds der Europäischen Union, KfW Capital, der Pensionsfonds der britischen Umweltbehörde EAPF, PricewaterhouseCoopers Deutschland und das Suchmaschinen-Unternehmen Ecosia.
Zu den Unternehmensbeteiligungen des World Funds gehören das finnische Quantencomputerunternehmen IQM, das slowenische Fleischersatz-Unternehmen Juicy Marbles, der deutsche Batteriezellenfertiger Customcells, das deutsche Akku-Recycling-Unternehmen cylib, der schwedische Solardach-Anbieter SunRoof, das deutsche Food-Tech-Unternehmen Planet A Foods, das britische Weltraumunternehmen Space Forge und der schottische Pilzprotein-Hersteller ENOUGH.
Der World Fund investiert nach eigenen Angaben in Unternehmen, deren Technologie das Potential hat, spätestens im Jahr 2040 jährlich mindestens Klimagase mit 100 Millionen Tonnen CO2-Äquivalent einzusparen. Dazu hat der Wagniskapitalgeber gemeinsam mit der TU Berlin sowie den Klimaschutzprojekten Project Drawdown und Project Frame die Kennzahl Climate Performance Potential (CPP) entwickelt, welche die Investitionen nach wissenschaftlichen Kriterien bewertet.